# Henri Robida
Henri Robida, né le 26 juin 1902 à Argentan (Orne) et mort le 4 juillet 1933 à Rethel (Ardennes), est un aviateur français.

## Biographie
Henri Robida fait ses études au lycée Louis-le-Grand à Paris, puis il intègre l'école nationale d'aéronautique. Il en est diplômé ingénieur en 1927. En 1931, il rencontre le pilote Paul Codos qui lui propose de participer à un raid Paris-Tokyo en tant que navigateur à bord d'un avion Breguet-Hispano 600 cv. Le 11 septembre 1931, ils décollent en compagnie d'un second avion, Le trait d'union, piloté par Joseph Le Brix, René Mesmin et Doret et qui s'écrasera dans la chaîne de l'Oural. L'avion de Codos et Robida, le Point d’interrogation, ne dépassera pas la banlieue de Düsseldorf où une avarie l'a obligé à se poser.

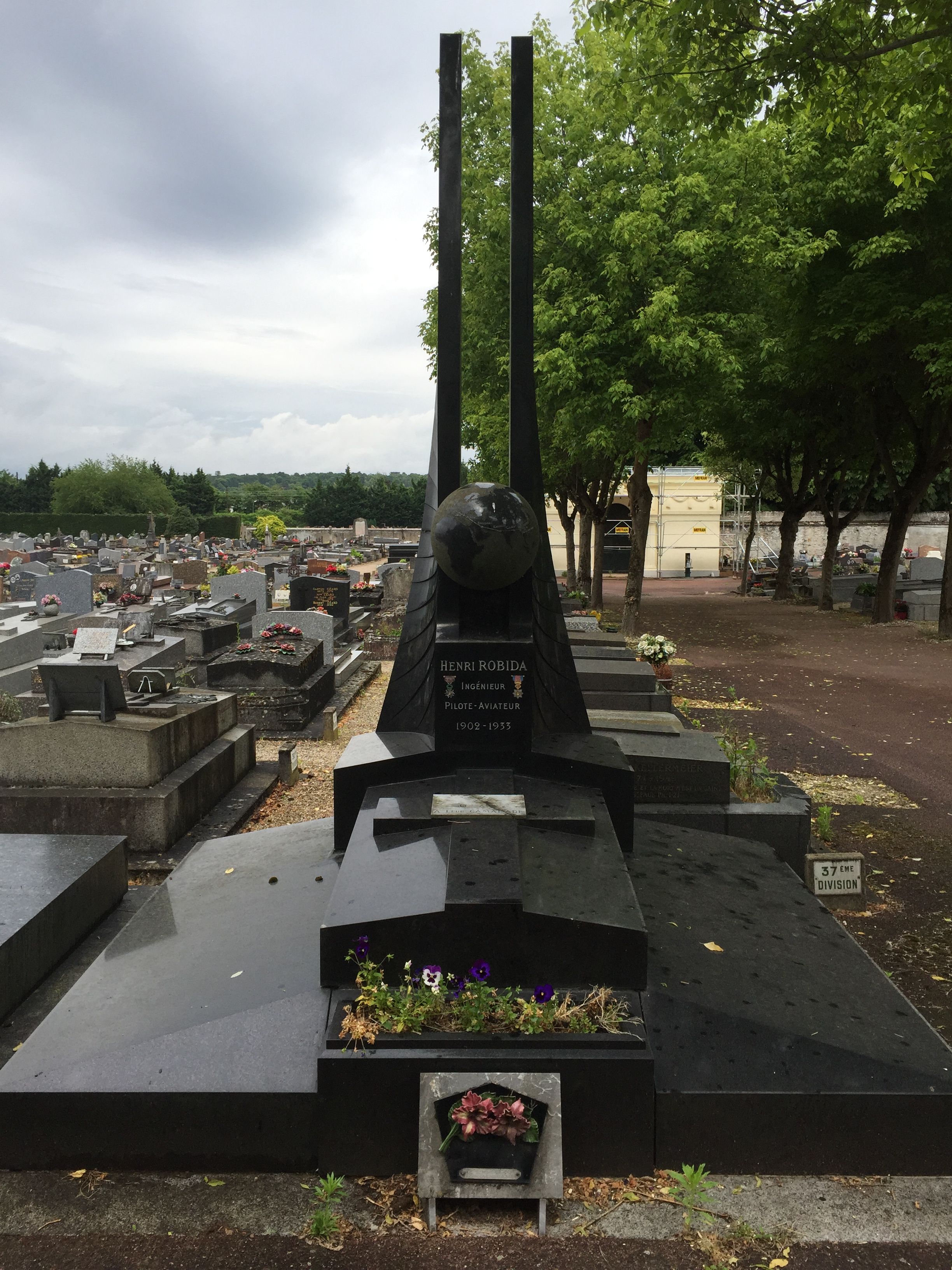
Tombe d'Henri Robida au cimetière de Ris-Orangis.

Malgré ce tragique échec, Robida et Codos décident de battre le record de vitesse pour joindre Hanoï à Paris. Ils décollent d'Hanoï le 20 janvier 1932, font escale à Calcutta, Karachi, Bassora, Athènes, Rome et Marseille avant d'atterrir au Bourget. Le record est battu avec 77 heures et 17 minutes. Le précédent, détenu par Dieudonné Costes et Maurice Bellonte, était de 107 heures.
Robida et Codos sont reçus et honorés à la mairie de Ris-Orangis le 6 mars 1932, en présence du maire Jules Boulesteix, et du député Albert Dalimier (futur ministre et vice-président du conseil). La mère de Robida habite alors la ville et son oncle, M. Kellermeyer, succédera à Jules Boulesteix à la mairie
Henri Robida est apparenté au dessinateur Albert Robida (1848-1926), et à son fils, l'architecte, Camille Robida (1880-1938).
Il meurt des suites d'un accident de la circulation survenu le dimanche 2 juillet 1933 ; une opération du trépan avait eu lieu le mardi 4 juillet, on annonce son décès le 5 juillet ; il est enterré au cimetière de Ris-Orangis (Essonne). L'aviateur s'était marié le 12 mai de la même année.

## Distinctions
- Henri Robida était Chevalier de la Légion d'honneur[4]

### Hommages
- La ville de Ris-Orangis a donné son nom à une rue.
- Une stèle à sa mémoire a été érigée à Novy-Chevrières sur le lieu de l'accident.

## Sources
- L'Illustration, no 4639, 30 janvier 1932, couverture, Hanoï-Paris en 3 jours
- Miroir des Sports, no 635 du 26 janvier 1932, Hanoï-Paris en 3 jours et 5 heures, Codos et Robida au Bourget.
- L. Hirschauer, Ch. Dollfus, L'Année de l'aéronautique, 1931-1932, p. 245, Les grands voyages en avion.
- L'Union-L'Ardenais, 7 juillet 2013, Un hommage rendu à l'aviateur Henri Robida.
- Air journal, Stéphanie Meyniel, Le 24 janvier 1932 dans le ciel : Codos et Robida achèvent leur raid Paris – Hanoï – Paris